# HashiCorp
HashiCorpは、カリフォルニア州サンフランシスコを拠点とするフリーミアムビジネスモデルを持つソフトウェア会社である。HashiCorpは、開発者、オペレーター、セキュリティ専門家がクラウドコンピューティングインフラストラクチャのプロビジョニング、保護、実行、接続を可能にするソースアベイラブルのツールとプロプライエタリの製品の両方を提供している。
HashiCorpはサンフランシスコに本社を置いているが、従業員はアメリカ合衆国、カナダ、オーストラリア、インド、ヨーロッパに分散している。2021年当時、1,500人の従業員を、フルタイムでオフィスに通勤するのではなく、はじめからリモートワーカーと見なしていた。

## 沿革
Mitchell HashimotoとArmon Dadgarによって2012年に設立された。
2021年11月29日、HashiCorpはIPOの条件として、153万株、評価額130億ドル、68ドルから72ドルに設定した。
2021年12月9日、NASDAQに上場した。
2024年4月24日、IBMが評価額64億ドルで買収すると発表した。買収は2024年末までに完了予定。2年半前の上場時から株価は下落し続けていて、上場時の半額以下の評価額での買収となった。

## ソースアベイラブル・ツール
HashiCorpは、大規模なサービス指向のソフトウェアインストールの開発とデプロイをサポートすることを目的とした、一連のソースアベイラブル・ツールを提供している。各ツールは、自動化に重点を置いており、ソフトウェアアプリケーションのライフサイクルの特定のステージを対象とするものとなっている。ツールの多くは、サードパーティのテクノロジーやサービスとの統合を提供するために、プラグイン指向のアーキテクチャを備えている。一部のツールの独自機能は商用として提供されており、企業を対象顧客としている。
主な製品ラインは、以下のようなツールで構成されている。
- Vagrant（2010年にリリース[12] ）：仮想化テクノロジー利用して再現可能なソフトウェア開発環境のビルドとメンテナンスをサポートするツール。
- Packer（英語版）（2013年6月にリリース[13][14]）：後でデプロイするための仮想マシンイメージをビルドするためのツール。
- Terraform（2014年7月にリリース）：すべての主要なクラウドプロバイダー間で仮想インフラストラクチャのプロビジョニングと設定の適用を可能にするInfrastructure as Codeソフトウェア。
- Consul（英語版）（2014年4月にリリース[15][10]）：サービスメッシュ、 DNSベースのサービスディスカバリ、分散KVストレージ（英語版）、RPC、イベント伝播を提供するツール。基になるイベント、メンバーシップ、障害検出（英語版）メカニズムは、HashiCorpが公開するオープンソースライブラリであるSerfによって提供されている。
- Vault（2015年4月にリリース[16]）：シークレット管理、IDベースのアクセス（英語版）、アプリケーションデータの暗号化、アプリケーション、システム、ユーザーのシークレットの監査（英語版）を提供する[11]。
- Nomad（2015年9月にリリース[17] ）：クラスター内のワーカーノード間でのタスクのスケジューリングとデプロイをサポートする。
- Serf（2013年にリリースされた）：分散型クラスターメンバーシップ、障害検出、およびオーケストレーションソフトウェア製品[18]。
- Sentinel（2017年にリリース[19][20] ）：HashiCorp製品のためのpolicy as codeフレームワーク[21]。
- Boundary（2020年10月にリリース[22] ）：信頼できるIDに基づくシステムへの安全なリモートアクセスを提供する。
- Waypoint（2020年10月に最初にリリースされた[23] ）：プラットフォーム間でビルド、デプロイ、リリースするためのモダンなワークフローを提供する。

## セキュリティ問題
2021年4月頃、コード監査ツールcodecovを使用したサプライチェーン攻撃により、ハッカーによるHashiCorpの顧客ネットワークにへの限定的なアクセスが可能になった。その結果、private credentialsが漏洩した。HashiCorpは秘密署名キーを取り消し、顧客に新しいローテーションされたキーを使用するように依頼した。